# Хлопчину звали Капітаном
«Хлопчи́ну зва́ли капіта́ном» (рос. «Мальчишку звали капитаном») — російський радянський чорно-білий художній фільм, знятий на Одеській кіностудії 1973 року режисером Марком Толмачовим.

## Сюжет
Фільм знятий за документальною повістю Григорія Карєва «Твій син, Одесо» і розповідає про юного героя Другої світової війни, розвідника Яшу Гордієнка, що став зв'язковим партизанського загону в окупованій Одесі.

## Актори
- Борис Зайцев — Яша Гордієнко
- Анатолій Грачов — Бадаєв
- Людмила Цвєткова
- Саша Данілочкін
- Ігор Іріч (в титрах — Віктор)
- Олексій Римар
- Валерій Фєтісов
- Галина Щебивовк
- Гєрбєрт Дмітрієв
- Альфред Зінов'єв
- Арніс Ліцитіс
- Віталій Лєонов
- Вячеслав Жаріков
- Фьодор Одіноков — Констянтин Миколайович Зелінський, парторг
- Дмитро Капка
- Станіслава Шиманська — мама Яші Гордієнка

та ін.

## Знімальна група
- Автор сценарію: Іван Воробйов
- Режисер-постановник: Марк Толмачов
- Оператор-постановник: Микола Луканьов
- Художник-постановник: Володимир Єфімов
- Композитор: Валерій Арзуманов
- Звукорежисер: Абрам Блогерман
- Режисер: Ю. Чорний
- Монтаж: Тетяна Римарева
- Художник по гриму: Володимир Талала
- Костюми: Н. Акімова
- Редактор: Василь Решетников
- Автор і виконавець пісні: Михайло Ножкін